# Geld oder Leben!
Geld oder Leben! («Гроші чи життя!») — альбом австрійського гурту Erste Allgemeine Verunsicherung.
Він був випущений у Німеччині в 1985 році на лейблі EMI Columbia на вінілі, а потім перевиданий у 1986 році, також на вінілі та на CD, але з іншою обкладинкою.
Цей альбом тричі випускався на касетах в Нідерландах, двічі у 1985 році, один під каталожним номером EMI Columbia 1333634, а інший під каталожним номером EMI Columbia 33394-8. У 1987 році, «Geld oder Leben!» тричі отримав платиновий сертифікат в Австрії.
Третє видання вийшло у 1991 році під каталожним номером EMI Columbia 1333634, з іншою обкладинкою. У 1991 році альбом також був перевиданий на CD у Нідерландах під каталожним номером EMI Austria 7462302.
Треки, з «Johnny» у назві кожного, — це короткі гумористичні скетчі, в яких кульмінаційний момент зазвичай змінює перспективу попередньої частини зі стереотипної кримінальної ситуації в стилі мафії на щось набагато більш звичайне та повсякденне завдяки словам з кількома значеннями — наприклад, у «Feuer» Джонні запитує свого боса, чи є у нього вогонь (для сигарети), і його бос відповідає пострілами, а в «Bullen» Джонні попереджає свого боса що «бики йдуть» (у німецькому слензі означає «поліцейські йдуть»), на що бос відповідає «впустіть їх», після чого лунає звук галасуючих биків.

## Список треків
| #   | Назва                               | Тривалість |
| --- | ----------------------------------- | ---------- |
| 1.  | «Geld oder Leben»                   | 4:48       |
| 2.  | «Johnny 1 – Fahrscheine»            | 0:43       |
| 3.  | «Ba-Ba-Banküberfall»                | 3:36       |
| 4.  | «Johnny 2 – Zuckerwatte»            | 0:33       |
| 5.  | «Heiße Nächte in Palermo»           | 3:32       |
| 6.  | «Einsamkeit»                        | 4:20       |
| 7.  | «Fata Morgana»                      | 4:20       |
| 8.  | «Märchenprinz»                      | 3:32       |
| 9.  | «Johnny 3 – Bullen»                 | 0:27       |
| 10. | «Helden»                            | 4:11       |
| 11. | «Johnny 4 – Feuer»                  | 0:18       |
| 12. | «Küss die Hand, Herr Kerkermeister» | 4:51       |
| 13. | «Johnny 5 – WC»                     | 0:29       |
| 14. | «Es g'winnt a jeder»                | 3:22       |
| 15. | «Morgen…»                           | 3:42       |

## Ba-Ba-Bankrobbery
Гурт спробував стати більш відомим на міжнародному ринку, випустивши свій перший — і єдиний — англомовний сингл «Ba-Ba-Bankrobbery» у 1986 році (окрім перекладу пісні «Ding Dong»). Ця англомовна версія пісні «Ba-Ba-Banküberfall», вперше випущеної у 1985 році як сингл, але лише в Німеччині, з'явившись в альбомі Geld oder Leben. «Ba-Ba-Bankrobbery» був випущений як сингл у Великій Британії, Німеччині, Іспанії та Канаді у 7 та 12 дюймових форматах. Сингл також був випущений у Японії лише на 7-дюймовому форматі.
12-дюймова (або максі) версія з'являється в альбомі Kann denn Schwachsinn Sünde sein? (" Чи може безглуздість бути гріхом? ").
«Ba-Ba-Bankrobbery» загалом є реп-піснею про те, як чоловік виживає без грошей, і врешті він вирішує пограбувати банк, оскільки не може придумати іншого способу. «Англо-німецька» версія попри свою назву що може наштовнути на думку що вона двомовна, є просто англійською версією з німецьким акцентом. В той час як «Британо-британська» версія є такою самою, але з британським акцентом; вона з'явилася у розширеній формі на 12-дюймових релізах разом зі стандартною «англо-німецькою» версією та самою німецькою версією. На 7-дюймовому синглі сторона А позначена як «Ba-Ba-Bankrobbery (English Version??)». У книзі Guinness Hit Singles цей заголовок надруковано точно так, як він був надрукований на етикетці, що створювало враження, ніби автори не були впевнені, що саме вони друкують. Так було у 7-му виданні, проте в більш пізніх виданнях знаки питання, схоже були вилучені.
Пісня не зустріла успіху. У Великобританії вона протрималася в топ-75 лише протягом 4 тижнів, досягнувши 68 місця. Стандартний британський 7-дюймовий сингл містив версію з німецьким акцентом на стороні А та німецькомовну версію на стороні Б. Гурт не записував інших англомовних версій своїх пісень, але використовував англійську мову в деяких своїх звичайних піснях.
Попри невдалу спробу гурту здобути міжнародну славу, він все ще залишається досить популярним у Німеччині та Австрії.

## Учасники
Erste Allgemeine Verunsicherung
- Клаус Ебергартінґер: головний вокал
- Томас Шпіцер: гітари, вокал, головний вокал у пісні «Helden»
- Ніно Гольм: клавішні, бас-гітара, бек-вокал
- Айк Брайт: бас, бек-вокал
- Андерс Стенмо: ударні
- Маріо Ботацці: бек-вокал
- Ґюнтер Шенберґер: бек-вокал

Додаткові учасники
- Маріон Мюллер: бек-вокал

## Сертифікації
| Регіон                                       | Сертифікація  | Продажі  |
| -------------------------------------------- | ------------- | -------- |
| Німеччина (BVMI)                             | Платиновий    | 500 000  |
| Австрія (IFPI Austria)                       | 5× Платиновий | 250 000* |
| Швейцарія (IFPI Switzerland)                 | Платиновий    | 50 000^  |
| *продажі, що базуються лише на сертифікаціях |               |          |